# Antonio Ayné Esbert
Antonio Ayné Esbert   (Barcelona, 1920 - Mataró, 1980) va ser un prolífic autor de còmic català del gènere de còmic d'humor, sobretot en el seu vessant infantil. Era cosí de l'editor i guionista de còmic Antonio Ayné Arnau.

## Biografia
Antonio Ayné va iniciar la seva carrera professional a l'Editorial Valenciana, on es va encarregar de realitzar tot el material dels primers números, al costat de José Soriano Izquierdo, i va crear el còmic, El Professor Carambola (1944). Per la revista, TBO, va crear sèries com Titin i Topita (1943) o Narizán de la Selva (1946).
Per al còmic Espurna d'Editorial Toray va dibuixar El vampiro Draculín (1948-1949) i per la revista Nicolas d'Ediciones Cliper, La Família Taruguez (1952). Un any després, va crear el seu millor personatge o almenys el més popular,  El Conejito Atómico, (1953-1959) per la revista "Yumbo" d'Ediciones Cliper.
El 1958, va col·laborar amb l'Editorial Marco a la serie de còmics "Hipo, Monito y Fifí", de la qual se'n publicaren molt pocs números.
Per a l'editorial Bruguera, va realitzar Tom Hates i multitud de pàgines de El repórter Tribulete.